# Aptosimum transvaalense
Aptosimum transvaalense är en flenörtsväxtart som beskrevs av E. Weber. Aptosimum transvaalense ingår i släktet Aptosimum och familjen flenörtsväxter. Inga underarter finns listade i Catalogue of Life.